# Беляви (Цехановський повіт)
Беляви (пол. Bielawy) — село в Польщі, у гміні Гліноєцьк Цехановського повіту Мазовецького воєводства.
Населення — 110 осіб (2011).
У 1975-1998 роках село належало до Цехановського воєводства.

## Демографія
Демографічна структура станом на 31 березня 2011 року:
|          | Загалом | Допрацездатний вік | Працездатний вік | Постпрацездатний вік |
| -------- | ------- | ------------------ | ---------------- | -------------------- |
| Чоловіки | 60      | 12                 | 45               | 3                    |
| Жінки    | 50      | 9                  | 28               | 13                   |
| Разом    | 110     | 21                 | 73               | 16                   |